# Блант, Энн
Энн Изабе́лла Но́эл Блант, 15-я бароне́сса Ве́нтворт (англ. Anne Isabella Noel Blunt, 15th Baroness Wentworth, в устаревшей передаче А́нна Блёнт; 22 сентября 1837 — 15 декабря 1917) — английская путешественница. Внучка лорда Байрона и дочь Ады Лавлейс. Вышла замуж 8 июня 1869 года. Посетила в сопровождении мужа Вильфрида Скауэна Бланта Восток, изучив преимущественно долину Евфрата и Аравию. Лучшие её сочинения: «Бедуинские племена Евфрата» (англ. Bedouin Tribes of the Euphrates; Лондон, 1879) и «Паломничество в Неджд» (англ. A Pilgrimage to Nedjd; Лондон, 1881).

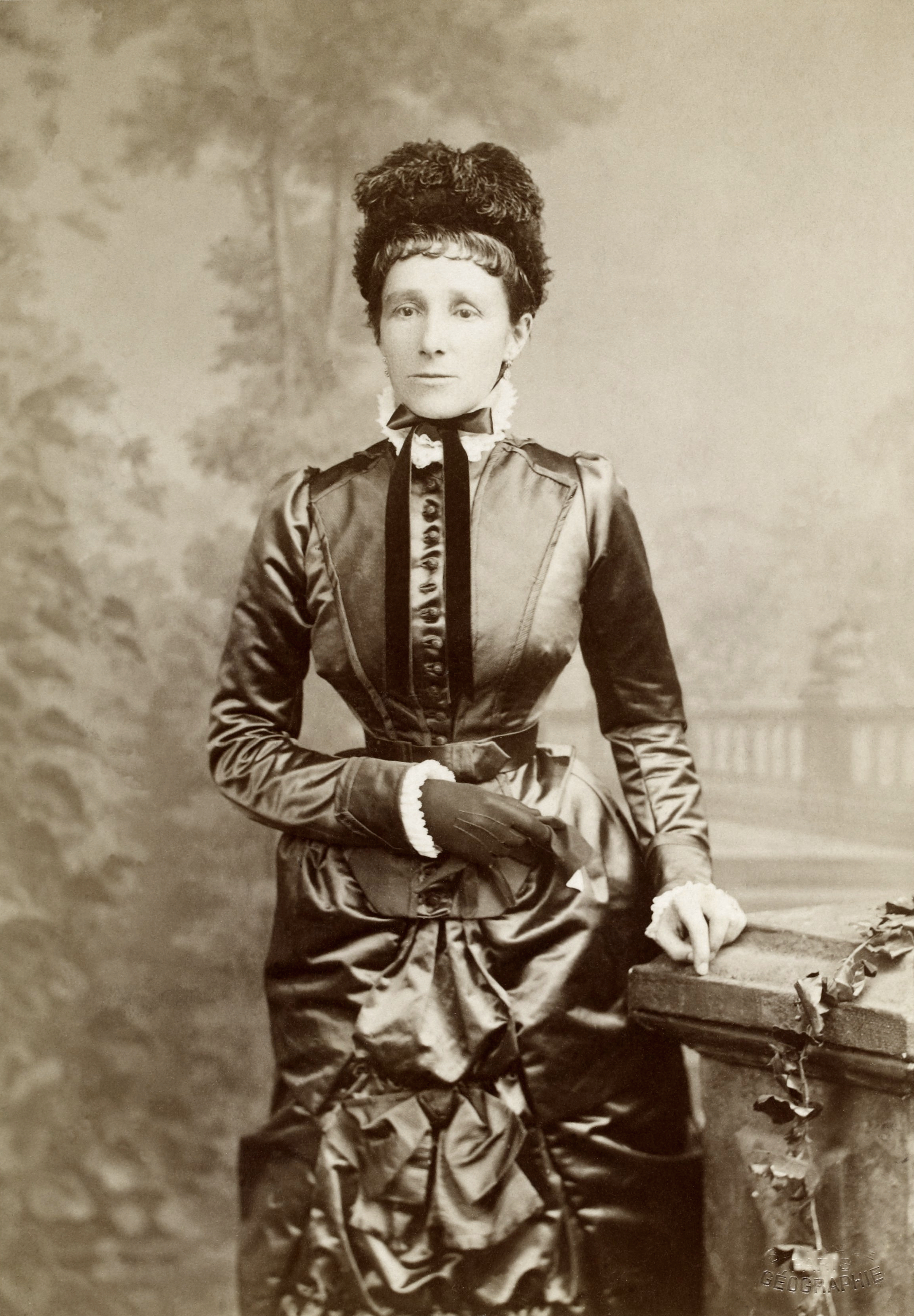
Lady Anne Blunt, 1883